# Thise Mejeri
Thise Mejeri a.m.b.a. er et dansk økologisk andelsmejeri. Virksomhedens omsætning var i 2020 1.158 millioner kroner, og der er ca. 250 ansatte. Den indvejede mælkemængde var på 112 millioner kilo fra i alt 72 andelshavere. Det gør virksomheden til Danmarks næststørste økologiske mejeri (efter Arla Foods).
Thise Mejeri leverer 80 % af produktionen til det danske marked, hvor Coop Danmark er den største kunde. De resterende 20 % af produktionen eksporteres til Tyskland, Sverige, England og USA.
Virksomhedens produkter omfatter et bredt udvalg af økologiske mejeriprodukter (85 i alt), heriblandt konsummælk, smør og ost. Produktet 0.5 % Jerseymælk, der består af mælk fra Dansk Jersey, er en af virksomhedens succeser. Virksomhedens produkter har Ø-mærket.
Også specialprodukter som mejeriets 'ad libitum mælk', er kommet på markedet. Her går kalvene med deres mor eller en såkaldt 'ammetante', indtil de er mindst tre måneder gamle – i økologisk driftsform går kalvene normalt med deres mor i 24-36 timer. Ved konventionelt 12 timer.
Mejeriet har kontrolnummer M 123.

## Historie
Andelsselskabet blev etableret i 1988 i Thise i Salling. Syv økologiske mælkeproducenter gik sammen og stiftede selskabet, som fungerede i en del af det gamle Mejeriet Dybbækdals bygninger. Mejeriet Dybbækdal, der oprindeligt er fra 1887, fungerer fortsat som en selvstændig juridisk enhed, der benytter Thise Mejeris produktionsapparat, men i dag er det Thise Mejeri, der er stort. Mejeriet Dybbækdal producerer i dag kun ost.
Thise Mejeri udgjorde sammen med mejerierne i Grindsted og Gedsted Nordjysk mejerisamvirke. Deres produkter blev solgt af butikskæder over hele Danmark, ligesom en del eksporteres. Grindsted Mejeri er sidenhen blevet lukket, og bygningerne blev i forsommeren 2010 jævnet med jorden.